# Mój brat niedźwiedź 2
Mój brat niedźwiedź 2 (ang. Brother Bear 2, 2006) – amerykański film animowany. Kontynuacja filmu z 2003 roku – Mój brat niedźwiedź.
Film został wydany w Polsce na DVD 4 września 2006 roku przez Imperial CinePix.

## Fabuła
Kenai i Koda obudzili się właśnie ze snu zimowego. Kenaia dręczą wspomnienia z czasów, gdy był człowiekiem. Zaprzyjaźnił się wówczas z Nitą, dziewczyną z innego plemienia. Gdy chce ona wyjść za mąż, okazuje się, że nie może, ponieważ w dzieciństwie otrzymała od Kenaia amulet, który połączył ich na zawsze. Jedynym rozwiązaniem jest spalenie amuletu razem z Kenaiem przy wodospadzie, gdzie go otrzymała. Nita otrzymuje dar, dzięki któremu będzie mogła porozumieć się z Kenaiem. Odnajduje go w lesie, jednak Kenai nie ma ochoty jej pomóc, ale zmienia zdanie, gdy Nita mówi mu, że duchy mogą zmienić go z powrotem w człowieka. Kenai zgadza się pójść z nią do wodospadu. Podczas wyprawy szop Bering kradnie amulet, lecz Nita, Kenai i Koda go odzyskują. W trakcie podróży Koda zauważa, że Nita i Kenai zakochują się w sobie i przestają go zauważać (wcześniej bardzo polubił Nitę). Słyszy ich rozmowę, w której Kenai mówi, że czasami chciałby być znowu człowiekiem. Koda ucieka na lodowiec, gdzie znajduje go Nita i prawie giną, ale na szczęście ratuje ich Kenai. Nita spala amulet i traci swój dar. Więc nie może już rozmawiać z Kenaiem i Kodą. Nita wraca do swojego plemienia, gdzie czuje, że kocha Kenaia, a Kenai czuje to samo. Koda prosi w nocy duchy, żeby zmieniły Kenaia z powrotem w człowieka, następnie idzie po Nitę. Gdy Kenai się budzi, Rutt i Tuke mówią mu, że Koda poszedł do Nity. Kenai idzie tam, bojąc się, że ludzie zabiją Kodę. W wiosce Nity zostaje zaatakowany przez mieszkańców i ledwo uchodzi z życiem. Nita wyznaje mu, że go kocha i zmienia się w niedźwiedzia. Następnego dnia biorą ślub.

## Obsada głosowa
- Patrick Dempsey – Kenai
- Jeremy Suarez – Koda
- Mandy Moore – Nita
- Rick Moranis – Rutt
- Dave Thomas – Tuke
- Andrea Martin – Anda
- Catherine O’Hara – Kata
- Jim Cummings –
  - Chilkoot,
  - Bering
- Wanda Sykes – Innoko
- Jeff Bennett – Atka
- Wendie Malick – ciotka Siqiniq
- Kathy Najimy – ciotka Taqqiq
- Michael Clarke Duncan – Tug
- Tress MacNeille – Hoonah
- Jack Weber – młody Kenai
- Jessie Flower – młoda Nita

## Wersja polska
Wersja polska: Sun Studio A/S - Oddział w Polsce

Reżyseria: Joanna Wizmur

Dialogi: Jan Jakub Wecsile

Kierownik muzyczny: Marek Klimczuk

Teksty piosenek: Marek Robaczewski

Dźwięk i montaż: Michał Skarżyński

Kierownictwo produkcji: Beata Jankowska

Koordynator produkcji: Agnieszka Zwolińska

W wersji polskiej udział wzięli:
- Bartosz Obuchowicz – Kenai
- Agata Buzek – Nita
- Wit Apostolakis-Gluziński – Koda
- Wojciech Pokora – Rutt
- Piotr Adamczyk – Tuke
- Magdalena Zawadzka – Anda
- Elżbieta Gaertner – Kata
- Andrzej Blumenfeld – Chilkoot
- Barbara Wrzesińska – Innoko
- Krzysztof Szczerbiński – Atka
- Ewa Telega – ciotka Siqiniq
- Agata Kulesza – ciotka Taqqiq
- Mariusz Leszczyński – Tug
- Joanna Wizmur – Hoonah
- Grzegorz Pawlak – Bering
- Kajetan Lewandowski – młody Kenai
- Julia Jędrzejewska – młoda Nita

Wykonanie piosenek:
- „Witaj nowy dniu” – Beata Bednarz i Michał Rudaś
- „To właśnie dom” – Beata Bednarz i Michał Rudaś
- „To będę ja” – Beata Bednarz
- „Witaj nowy dniu” (repryza) – Beata Bednarz i Michał Rudaś